# Rubén Gorospe
Rubén Gorospe, né le 1er juin 1964 à Mañaria, est un coureur cycliste professionnel espagnol, frère de Julián Gorospe.

## Biographie
Dans l'ensemble de sa carrière professionnelle, il gagne deux courses en solitaire. Il a été l'équipier de Pedro Delgado et de Miguel Indurain.
Après sa carrière professionnelle, il devient directeur sportif auxiliaire de l'équipe Euskatel-Euskaki lorsque son frère en était le directeur principal. Il est depuis 2010 le directeur sportif de l'équipe amateur Cafés Baqué (en) et a été cette année-là sélectionneur national de cyclo-cross.

## Palmarès

### Amateur
- 1983
  - Leintz Bailarari Itzulia
- 1984
  - Santikutz Klasika

### Professionnel
- 1989
  - 1re étape du Tour des Asturies
- 1994
  - Subida al Txitxarro

## Résultats sur les grands tours

### Tour de France
1 participation
- 1987 : abandon (21e étape)

### Tour d'Italie
2 participations
- 1991 : 40e
- 1992 : abandon

### Tour d'Espagne
4 participations
- 1986 : 58e
- 1987 : 65e
- 1988 : 85e
- 1994 : abandon